# Winkel (Hollande-Septentrionale)
Pour les articles homonymes, voir Winkel.

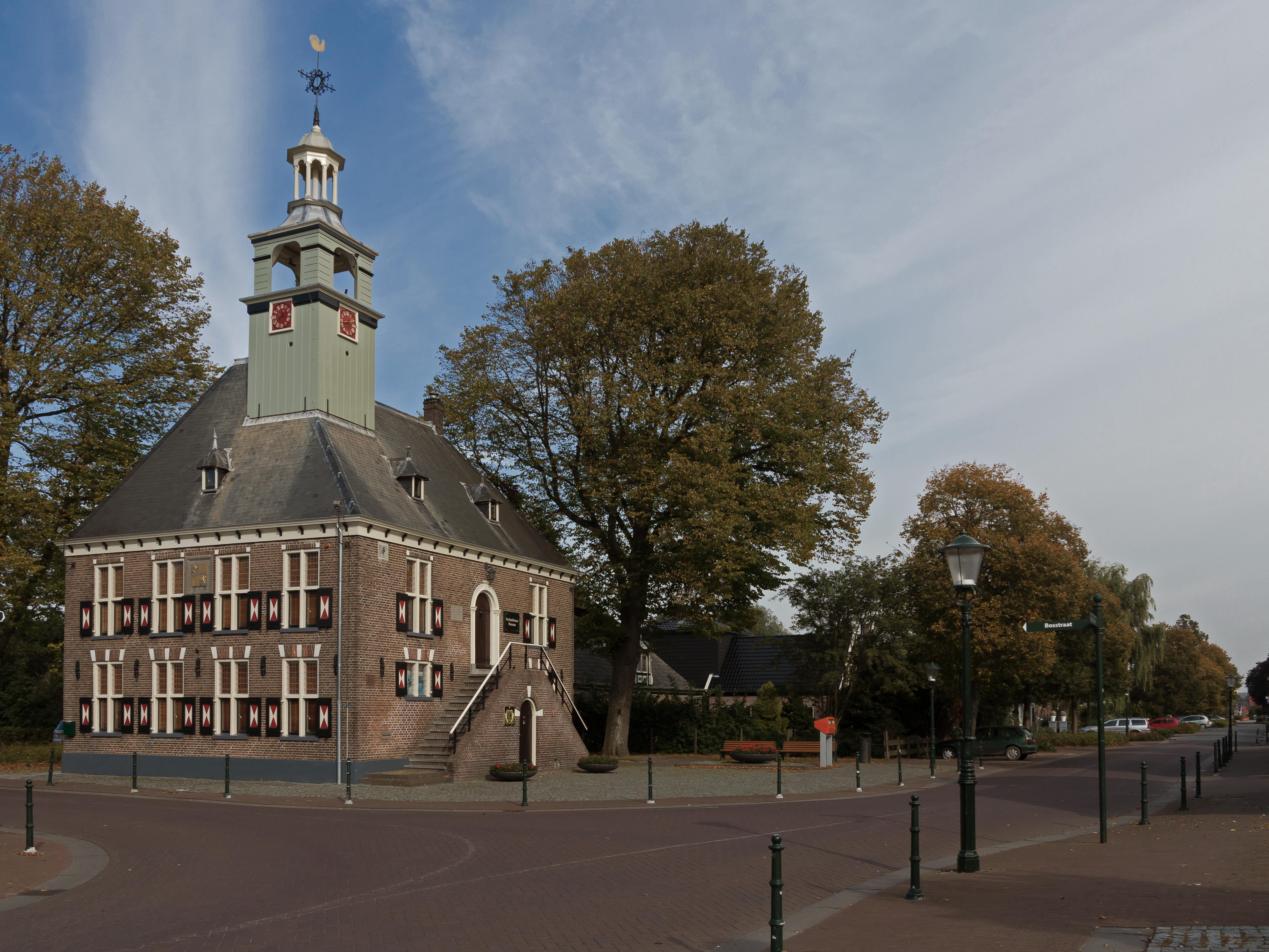
Musée : het Nederlands Parfumflessenmuseum

Winkel est un village situé dans la commune néerlandaise de Hollands Kroon, dans la province de la Hollande-Septentrionale. En 2007, le village comptait 2 970 habitants.

## Histoire
Winkel a été une commune indépendante jusqu'au 1er août 1970. Elle fusionne alors avec Nieuwe Niedorp et Oude Niedorp pour former la nouvelle commune de Niedorp.